# Masakr v Chodžaly
Masakr v Chodžaly (ázerbájdžánsky Xocalı soyqırımı) je patrně nejznámějším masakrem ázerbájdžánských civilistů během války v Náhorním Karabachu. Spáchaly ho arménské polovojenské jednotky. Událost se odehrála v noci z 25. na 26. února 1992. Zavražděno bylo více než 600 ázerbájdžánských civilistů.

## Průběh
Chodžaly představovalo v karabašské válce strategické místo, protože jím procházela hlavní silnice spojující administrativní centrum (dnes hlavní město) Náhorního Karabachu Chankendi (zvané též Stěpanakert) s jediným použitelným letištěm ve městě Agdam. Zatímco Chankendi ovládali roku 1992 Arméni, Chodžaly měli pod kontrolou Ázerbájdžánci. V noci z 25. na 26. února 1992 arménské jednotky zahájily ofenzívu proti městu. Do ulic vjely tanky provázené vojáky pěšího pluku. Ti začali vraždit civilní obyvatelstvo. Při dvouhodinovém arménském útoku bylo zabito 613 ázerbájdžánských občanů včetně 106 žen, 63 dětí a 70 seniorů. Dalších 500 lidí bylo vážně zraněno a více než 1200 bylo zajato a uneseno – asi 150 z nich zůstalo navždy nezvěstných. Některé oběti padají na vrub podchlazení, neboť někteří Ázerbájdžánci uprchli před řádícími jednotkami za město, kde v mrazivé únorové noci zmrzli. Mnohé takto pomalu umírající ještě ubodali arménští ozbrojenci, když je dostihli. Podle Human Right Watch mohl být celkový počet obětí i se zmrzlými až 1000 lidí. Již 28. února 1992 se do Chodžaly dostala skupina mezinárodních pozorovatelů a novinářů vrtulníkem, proto tragédie neunikla pozornosti světa.

## Arménský postoj
Přesto je Armény dodnes popírána. Například v listopadu 2019 arménský premiér Nikol Pašinjan nazval masakr „hanebnou lží“ a tvrdil, že jej „provedli samotní Ázerbájdžánci“. Někteří Arméni ale fakticitu masakru potvrdili. Například Markar Melkonjan, bratr arménského velitele útoku na Chodžaly Monte Melkonjana, uvedl: „Byl to akt pomsty.“ Blížilo se totiž čtvrté výročí protiarménského pogromu ve městě Sumgait, kde bylo brutálně zavražděno až 200 Arménů. Nepřímo to potvrdil i budoucí arménský prezident Serž Sarkisjan, když uvedl: „Před Chodžaly si z nás Ázerbájdžánci dělali legraci. Mysleli, že Arméni jsou lidé, kteří nemohou vztáhnout ruku proti civilnímu obyvatelstvu. Dokázali jsme prolomit tento předsudek. (...) A nutno vzít také v úvahu, že mezi těmi chlapci (= útočícími arménskými ozbrojenci) byli lidé, kteří uprchli z Baku a Sumgaitu. (...) Pokud v místě bojů civilní obyvatelstvo zůstane, i když má ideální příležitost odejít, znamená to, že se také účastní vojenských operací.“
Za masakr v Chodžaly nebyl nikdo stíhán.

## Sovětský podíl
Podle mnoha pozorovatelů se na masakru podílel 366. gardový motostřelecký pluk Sovětské armády. Jeho podíl na událostech patří k nejzáhadnějším aspektům celého masakru. Patrně šlo o symptom rozkladu morálky v sovětské armádě a osobní iniciativu sovětských vojáků arménské národnosti, zejména velitele 2. praporu majora Sejrana Ohanjana, budoucího ministra obrany Arménie. Po evakuaci pluku z Náhorního Karabachu v březnu 1992 ruské noviny Krasnaja zvezda informovaly: „Navzdory kategorickým rozkazům velení vojenského okruhu se část vojenského personálu 366. pluku zúčastnila 20. února vojenských operací u Chodžaly na karabašské straně. Byly zaznamenány nejméně dva takové případy. A během evakuace vojenského personálu pluku výsadkáři selektivně prohledali několik vojáků a našli u nich velké množství peněz, včetně deviz.“

## Památka
V roce 2008 byl v nizozemském Haagu odhalen památník obětem masakru v Chodžaly. V roce 2013 ministr zahraničí Česka Karel Schwarzenberg na dotaz novináře v Jerevanu komentoval událost slovy „během války se takové věci stávají“. Za svůj výrok se pak omluvil. V roce 2022 se v pražské Lucerně konal vzpomínkový večer věnovaný obětem tragédie, jehož se zúčastnil i bývalý český premiér Petr Nečas.